# 吳拉姆·海德爾·哈米迪
吳拉姆·海德爾·哈米迪（1945年—2011年7月27日）是阿富汗坎大哈市前市长，他在2011年7月27日因为自杀式炸弹袭击死亡。